# Hans Mørch
Hans Mørch (født 15. juli 1938 på Frederiksberg) er en forhenværende dansk dommer. Han var dommer i Maribo fra 1977 til 2004.

## Karriere
Mørch blev født i 1938 på Frederiksberg som søn af købmand Erik Mørch og Ester, født Skaaning. Hans blev student fra Maribo Gymnasium i 1956 og cand.jur. fra Københavns Universitet i 1963. Han var efterfølgende ansat som sekretær i Justitsministeriet og hos Statsadvokaterne for København, derefter politifuldmægtig i Haderslev (1965). 1968 blev han advokatfuldmægtig og 1969 advokat, hvorefter han i 1970 blev dommerfuldmægtig i Hørsholm. Efter at have været konstitueret dommer i Østre Landsret 1976-1977 blev han dommer i Maribo Retskreds i 1977 - et embede, han beholdt indtil 2004. Mørch var 38 år ved sin udnævnelse til dommer, hvilket var en usædvanlig ung alder ved udnævnelse i et enedommerembede. Efter pensioneringen flyttede Mørch og hans ægtefælle til Nordsjælland, hvor deres børn og børnebørn boede.

## Privatliv
Hans Mørch blev i 1961 gift med lærer Lis Hvidesten Mørch, der var født i Nakskov.

## Andet
Mørch er optaget i Kraks Blå Bog og ridder af 1. grad af Dannebrog.